# Jamides ariel
Jamides ariel är en fjärilsart som beskrevs av Hans Fruhstorfer 1915. Jamides ariel ingår i släktet Jamides och familjen juvelvingar. Inga underarter finns listade i Catalogue of Life.